# Basso Adriatico

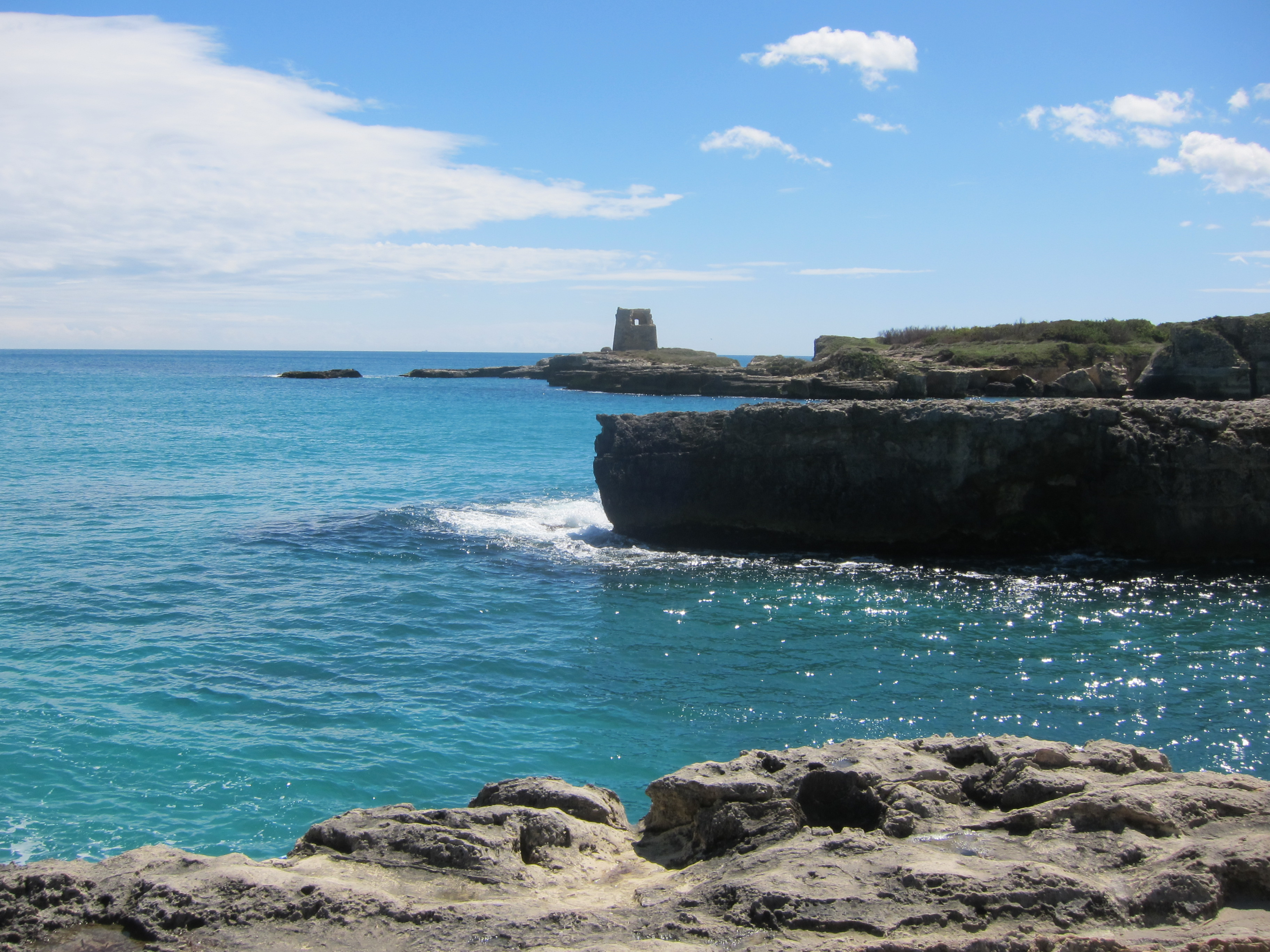
Costa pugliese salentina a Roca Vecchia

Il Basso Adriatico è quella porzione di mare Adriatico compreso tra il Gargano e Lagosta, a nord, e il canale d'Otranto a sud.

## Descrizione

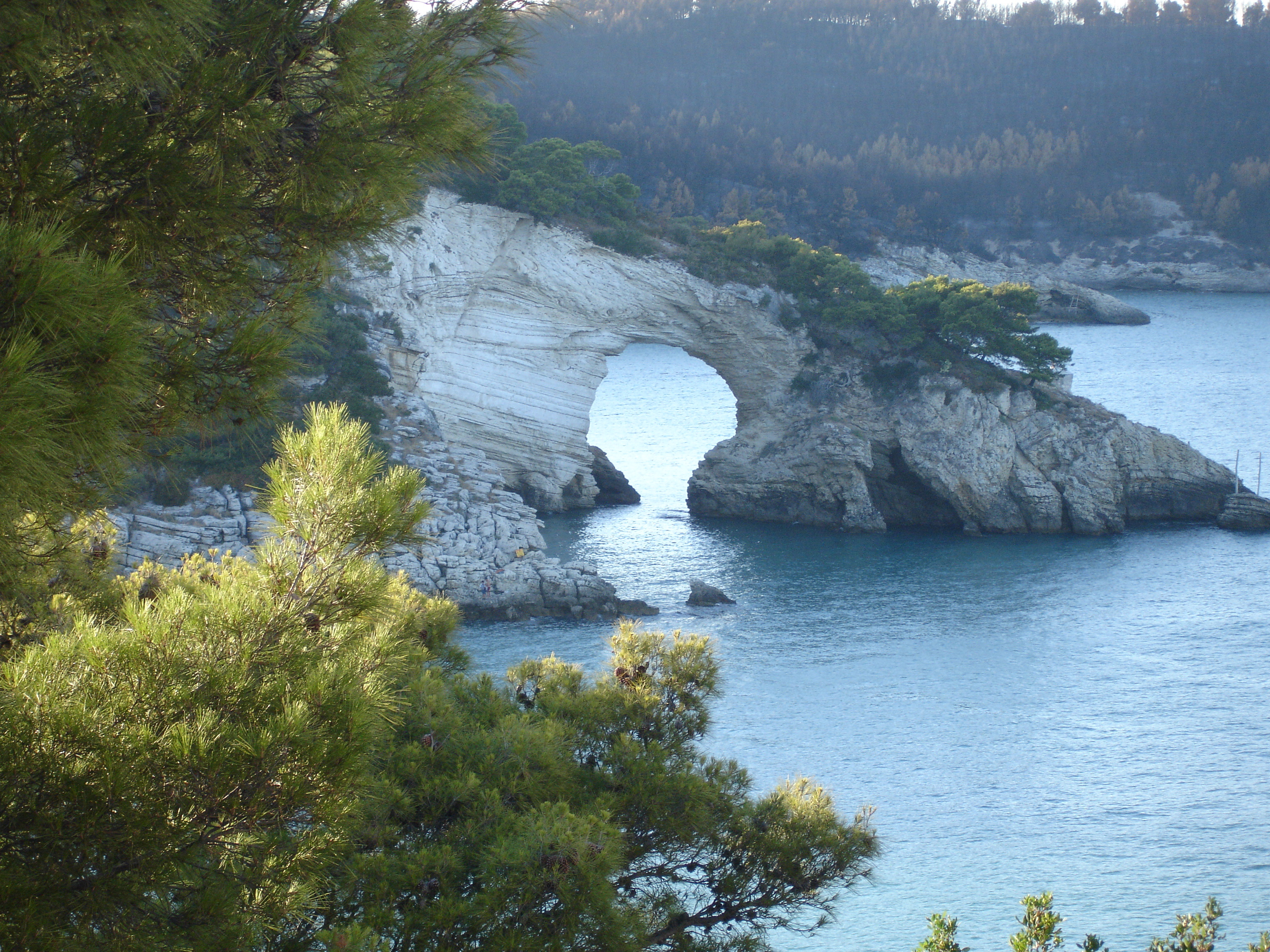
Promontorio del Gargano (Vieste)

### Fondali
Questo tratto di mare Adriatico è caratterizzato da fondali profondi, che possono giungere sino a 1200 m nella parte adiacente al mar Ionio. I fondali risultano essere fangosi, in particolar modo a profondità superiori ai 200 m, mentre i fondali con una profondità inferiore presentano sabbie relitte, ossia sabbiose - fangose.

### Correnti
In questa porzione di mare è presente una corrente marina che ruota in senso antiorario.

## Provincie interessate
- Provincia di Foggia
- Provincia di Barletta-Andria-Trani
- Provincia di Bari
- Provincia di Lecce
- Provincia di Brindisi